# Xerotyphlops socotranus
Xerotyphlops socotranus — вид змій родини сліпунів (Typhlopidae). Ендемік Ємену.

## Поширення і екологія
Xerotyphlops socotranus є ендеміками острова Сокотра. Вони живуть на кам'янистих високогір'ях, порослих сухими чагарниками і пальмовими гаями. Зустрічаються на висоті від 30 до 550 м над рівнем моря.